# Every Home for Christ
Every Home for Christ (EHC, offiziell World Literature Crusade) ist eine internationale christlich-evangelikale Missionsgesellschaft, die sich zum Ziel gesetzt hat, „jedem überall das Evangelium von Jesus zu bringen“.  Der Träger in Deutschland heißt Aktion: In jedes Haus e. V. (AJH) und in Österreich gibt es den Verein Evangelium in jedes Haus (EijH). In der Schweiz lief die Arbeit bis Mitte 2011 unter dem Namen Christus für alle (CFA) und wird seither von der Organisation Livenet (für die Schweiz) und der Missionsgesellschaft Licht im Osten (für Südosteuropa) weitergeführt.

## Arbeitsbereiche
Die Haupttätigkeit der Missionsgesellschaft ist die systematische Evangelisation von Tür zu Tür durch das Verteilen von modern aufgemachten, kostenlosen Schriften, Flyern, Traktaten und Kalendern, durch die möglichst die Bevölkerung eines ganzen Landes erreicht werden soll. Interessenten wird außerdem ein Bibelkurs in zahlreichen Sprachen angeboten. Die AJH gründet keine eigenen Gemeinde und verweist deshalb in den Schriften auf örtliche Gemeinden. Wo dies nicht möglich ist, werden Hausbibelkreise gebildet.

## Geschichte
Die Gesellschaft wurde 1946 als „Tract Club of the Air“ in Kanada gegründet. Das internationale Zentrum der Organisation ist heute in den Vereinigten Staaten. Die Bewegung ist in Deutschland seit 1967, in Österreich seit 1973 und in der Schweiz seit 1975 präsent.
Das internationale Zentrum der Bewegung, die schon in fast 200 Ländern Aktionen durchgeführt hat, ist in Colorado Springs, einer Hochburg der evangelikalen Bewegung. EHC hat nach eigenen Angaben lokale Büros in rund 80 Ländern, 1200 Vollzeitmitarbeiter und 14.000 Ehrenamtlichen.
Einige Medien bezeichneten EHC in ihren Berichten über den Präsidentschaftswahlkampf in den USA im Jahr 2004 als konservative christliche Organisation, die für die Wahl George W. Bushs einträte.

## Arbeitszweige
Der deutsche Zweig der Organisation wurde 1967 vom damaligen Geschäftsführer der Deutschen Evangelischen Allianz, Peter Schneider in Berlin unter dem Namen Aktion: In jedes Haus e. V. gegründet und ist nur in Deutschland tätig. Die ehrenamtlichen Mitarbeiter haben zwischen 1967 und 2017 in über 40 Millionen Haushalten in Deutschland rund 62 Millionen der 70 verschiedenen evangelistischen Schriften weitergegeben. Das Werk ist Mitglied in der Arbeitsgemeinschaft Evangelikaler Missionen (AEM), im jugendmissionarischen Dachverband „netzwerk-m“ und in der Arbeitsgemeinschaft Missionarische Dienste (AMD).
In Österreich gibt es seit 1973 den Verein Evangelium in jedes Haus (EijH).
Die Arbeit der Schweizer Organisation Christus für Alle wird seit dem plötzlichen Tod des Missionsleiters Daniel Blaser im Januar 2011 von zwei neuen Trägerorganisationen weitergeführt: Die Organisation Livenet konzentriert sich mit ihrer Arbeit auf die Schweiz und arbeitet dort in ähnlicher Weise wie zuvor CFA. Seit Juni 2011 hat das Missionswerk Licht im Osten alle CFA-Projekte in Südosteuropa übernommen und führt sie unter dem Namen Christus für alle Osteuropa weiter. Der Verein Christus für Alle wurde per Ende Februar 2012 aufgelöst.

## Partnerschaften
Die Organisation arbeitet auf der Glaubensbasis der Evangelischen Allianz und bietet die Partnerschaft allen Menschen, Gemeinden und Kirchen an, die diese Basis anerkennen.
Aktion: In jedes Haus e. V. ist Mitglied bei der Deutschen Evangelischen Allianz, der Arbeitsgemeinschaft Evangelikaler Missionen dem Ring Missionarischer Jugendbewegungen, sowie der Arbeitsgemeinschaft Missionarische Dienste der EKD.

## Finanzierung
Die Arbeit wird ausschließlich durch Spenden finanziert. In der Schweiz hat CFA das Gütesiegel Ehrenkodex SEA.